# Chimiyé
Chimiyé è un singolo della cantante francese Aya Nakamura, pubblicato il 20 febbraio 2025.

## Formazione
- Aya Nakamura – voce
- JAYJAY – produzione
- Doums – produzione
- Alpha Wann – produzione

## Classifiche
| Classifica (2025) | Posizione massima |
| ----------------- | ----------------- |
| Francia           | 53                |